# Daan van Kampenhout
Daan van Kampenhout (* 1963) ist ein niederländischer Autor, Therapeut, Sänger und Künstler. Aus seiner Erfahrung mit verschiedenen indigenen Kulturen und deren schamanischen Ritualen, mit seiner jüdischen Glaubenspraxis und mit systemischer Aufstellungsarbeit hat er ab 1998 die systemische Ritualarbeit (Systemic Ritual) entwickelt. Ein internationales Fortbildungstraining in dieser überwiegend im Gruppensetting angewandten Methode bot er bis ins Jahr 2019 für systemisch arbeitende Workshopleiter und tiefenpsychologisch orientierte Therapeuten an.

## Leben
Im Rahmen seines Studiums der bildenden Künste in den Niederlanden widmete sich van Kampenhout der Gestaltung von schamanischen Trachten und Requisiten, mit welchen er sich auch in seiner Abschlussarbeit befasste. Nach seinem Abschluss 1987 lehrte er zunächst bildende Kunst in Finnland und den Niederlanden, bot aber bald auch internationale Trainingsgruppen für schamanische Arbeit an. Hierbei schöpfte er aus seiner Erfahrung mit der Heilarbeit seiner traditionellen und neuschamanischen Lehrer (vor allem der Lakota und Samen). Zu seinen Lehrern zählte unter anderem Ailo Gaup. Van Kampenhout versteht sich selbst allerdings nicht als Schamane, sondern als Therapeut und Trainer, der schamanisches Wissen anwendet und weitergibt. Vor diesem Hintergrund lernte er 1998 die systemische Skulptur- und Aufstellungsarbeit kennen, die er selbst in seiner 1993 gegründeten Praxis für Schamanismus und Rituale in Amsterdam und in seinen internationalen Workshops anwandte und in zunehmendem Maße mit seinem ressourcenorientierten Ansatz der schamanischen Rituale verband. Neben Hunter Beaumont gehört er damit zu jenen Therapeuten, welche die klassische Aufstellungsarbeit nach Bert Hellinger im englischen Sprachraum bekannt gemacht haben, obwohl sich van Kampenhout später von Hellinger distanzierte.
In seiner Musik verbindet Kampenhout chassidische Gesänge und Gebete mit schamanischen Melodien und Rhythmen. Gesang und Rhythmik haben dabei in erster Linie einen therapeutischen Zweck und sollen dem Klienten dabei helfen, sich dem Unbewussten zu öffnen. Einige seiner jüdischen Lieder wurden von dem Grazer Psychotherapeuten Aron Saltiel begleitet, der ein Nachkomme der 1492 aus Spanien vertriebenen Sephardim ist, und seinen sephardischen Gesang ebenfalls zu therapeutischen Zwecken nutzt. Van Kampenhouts jüngstes Album widmet sich wieder ganz der rituellen schamanischen Musik. Die Melodien seiner Lieder entstammen seinen eigenen Angaben nach oft seinen eigenen Träumen.
Im Mittelpunkt von Kampenhouts therapeutischer Arbeit steht sein Rad der vier Richtungen, das auf das Medizinrad der Lakota zurückgeht und für ein zyklisches Weltbild steht. Es strukturiert seine Ritualarbeit und ermöglicht es, durch eine Orientierung im physischen Raum eine Verbindung zur Orientierung im Lebensraum und im Transzendenten herzustellen. Das Rad kann dabei helfen, die Organisation der eigenen Erinnerungen, Wünsche und Ausrichtungen zu klären, aber auch den Bezug zur eigenen Familie oder den Ahnen. Van Kampenhout kombiniert hier wiederum verschiedene Elemente der Skulpturarbeit mit schamanischem Arbeiten. Beides verbindet das rituelle Vorgehen und das bewusste Arbeiten mit dem Raum.
Auch van Kampenhouts systemtheoretisches Identitätsmodell basiert auf dem Rad der vier Richtungen bzw. dem Rad der Seelen. Es geht davon aus, dass es vier verschiedene Systeme gibt, die uns (teils bewusst, teils unbewusst) in unserer Identitätsfindung prägen. Es sind dies die Seele unserer Herkunftsfamilie („Familienseele“), die Seele der sozialen Gruppen, zu welchen wir gehören („Stammesseele“), unsere individuelle Seele und die universelle Seele (bzw. „kollektive Seele“), die alles umfasst. Jede dieser Seelen ist mit spezifischen Ressourcen und Herausforderungen verbunden. In systemischen Ritualen (Systemic Rituals) kann man sich mit ihnen verbinden bzw. sich ihnen stellen.
Neben seiner therapeutisch orientierten Arbeit ist van Kampenhout weiterhin auch künstlerisch tätig.
Van Kampenhout lebt und arbeitet heute überwiegend in Amsterdam und Berlin. Seine Praxis hat er vor einigen Jahren geschlossen. Heute bietet er nur noch Gruppen- und Supervisionsarbeit an.

## Veröffentlichungen
Bücher:
- Die Heilung kommt von außerhalb. Schamanismus und Familien-Stellen. Carl-Auer-Verlag, Heidelberg 2001.
- Ich lasse mich finden. Wie mein Wunschpartner zu mir kommt. Carl-Auer Verlag, Heidelberg 2003.
- Heilende Rituale: Verbesserung der Lebensqualität. Schirner Verlag, Freiburg 2007.
- Die Tränen der Ahnen. Opfer und Täter in der kollektiven Seele. Carl-Auer Verlag, Heidelberg 2008.
- Die vier Richtungen. Sine Causa Verlag, Berlin 2017.

Musik:
- Altar. Shamanic Trance. 1996.
- Kusjanga. Wordless Shamanic Prayer Songs. 2001.
- Walk Around the Sun. Jewish and Shamanic Music for Trance, Prayer and Ritual. 2008.
- Samuch (Side by Side). Melodies Learned in Dreams. A Blend of Shamanic and Chassidic Elements. 2010.
- Athalbero. Wordless Shamanic Singing Recorded Live During Rituals, Trances and Healing Ceremonies. 2017.